# Tolleshunt Knights
Tolleshunt Knights – wieś w Anglii, w hrabstwie Essex, w dystrykcie Maldon. Leży 22 km na wschód od miasta Chelmsford i 71 km na północny wschód od Londynu.